# Akobo
Akobo è un centro abitato del Sudan del Sud, situato nello Stato del Bieh Orientale.